# Мисти (Турция)
Мисти (греч. Μισθεία, также Μισθί, каппадок.: Μιστί), в настоящее время известный как город Конаклы (тур. Konaklı; ил Ни́где, Турция) — город в Каппадокии.
Получил известность из-за событий, связанных с геноцидом и депортацией христианского населения Малой Азии в начале XX века. Греки, населявшие город, были одними из последних христиан, покинувших Малую Азию в ходе так называемого греко-турецкого обмена населением 1922—1923 годов. Последние греческие жители покинули город 24 и 25 июня 1924 года, всего было депортировано 4400 человек. На место греков прибыли мусульмане из северных регионов современной Греции (из Македонии). Это событие завершило 2,5-тысячелетнюю историю существования греческого этноса в Малой Азии.

## География
Конаклы расположен в 158 км к юго-западу от столицы Каппадокии — города Кайсери в 26 км к северо-западу от Ни́где, на высоте около 1380 метров выше уровня моря. Греческие поселенцы появились в Мисти ещё в 401 году до н. э., но окончательно закрепились здесь во времена расцвета Византийской империи в VI—IX веках, когда в Мисти активно селились греческие военизированные крестьяне-акриты (казаки). В 1071 году город окончательно и бесповоротно входит в состав владений турок-сельджуков (Конийский султанат). Тем не менее, Мисти — один из немногих регионов, где византийский язык сохранялся на протяжении более 8 с половиной веков, постепенно под влиянием турецкого трансформировавшись в каппадокийский диалект (а точнее его особый изолированный мистиотский говор). Потомки жителей города по-прежнему проводят культурные собрания на территории Греции. Современное население города — турки, мусульманские потомки которых прибыли сюда из г. Салоники ещё до отъезда греков, что привело к росту напряжённости в крае.